# Campbellana
Campbellana é um gênero de mariposa pertencente à família Acrolepiidae.